# Konstruktor
Konstruktor (zkráceně ctor) je v objektově orientovaném programování speciální metoda třídy, která má stejné jméno jako třída samotná a která se volá ve chvíli vytváření (konstrukce) instance této třídy.
Konstruktor se podobá ostatním metodám třídy, ale liší se od nich tím, že nemá nikdy explicitní návratový typ, nedědí se a obvykle má jiná pravidla pro modifikátory přístupu. Konstruktory inicializují datové členy instance. Správně napsaný konstruktor nechá objekt v „platném“ stavu.
Ve většině programovacích jazyků může být konstruktor přetížen, takže jedna třída má několik konstruktorů s odlišnými parametry a odlišnou funkcionalitou. 
Některé jazyky (např. C++) rozlišují speciální typy konstruktorů:
- Výchozí konstruktor – konstruktor bez parametrů, nebo pouze výchozí hodnoty parametrů
- Kopírovací konstruktor – konstruktor, který má jeden parametr typu dané třídy (nebo reference na ní).
- Implicitní konstruktor – konstruktor, který nemusí být výslovně definován programátorem a kompilátor jazyka ho umí vytvořit automaticky. V případě C++ jsou jak defaultní, tak i kopírovací konstruktor implicitní.